# Soyah
Soyah est une des sous-préfectures de la ville de Mamou, en Guinée. Soyah est à 15 km de Mamou-Ville. 

## Population
En 2016, la localité comptait 24 365 habitants.